# Schiedlisk
Schiedlisk, polnisch Siedliska (früher Frei Pipa) ist ein Dorf in der Gemeinde Zembowitz (Zębowice), Woiwodschaft Oppeln in Polen.

## Geografie

### Geografische Lage
Siedliska liegt rund 30 Kilometer nordöstlich von Oppeln in der historischen Region Oberschlesien.

### Ortsgliederung
Das Schulzenamt Siedliska ist eine Streusiedlung südlich der Verbindungsstraße zwischen Pruskau und Oschietzko. Es setzt sich aus weit verstreuten Weilern zwischen den Quellarmen der Pruszowka (Pruskauer Wasser, später Preußenbach)  zusammen. Neben Siedliska sind dies Sośnia (auch Susznia, deutsch Sosnie; später Trockenau), Rosocha (deutsch Rossocha; später Rosenhof), Łąki (Wiesen), und Piłat (deutsch Pi(o)lot, später Waldweiler) sowie in Vorkriegskarten noch Schedlitz (später Nordhof).

## Geschichte

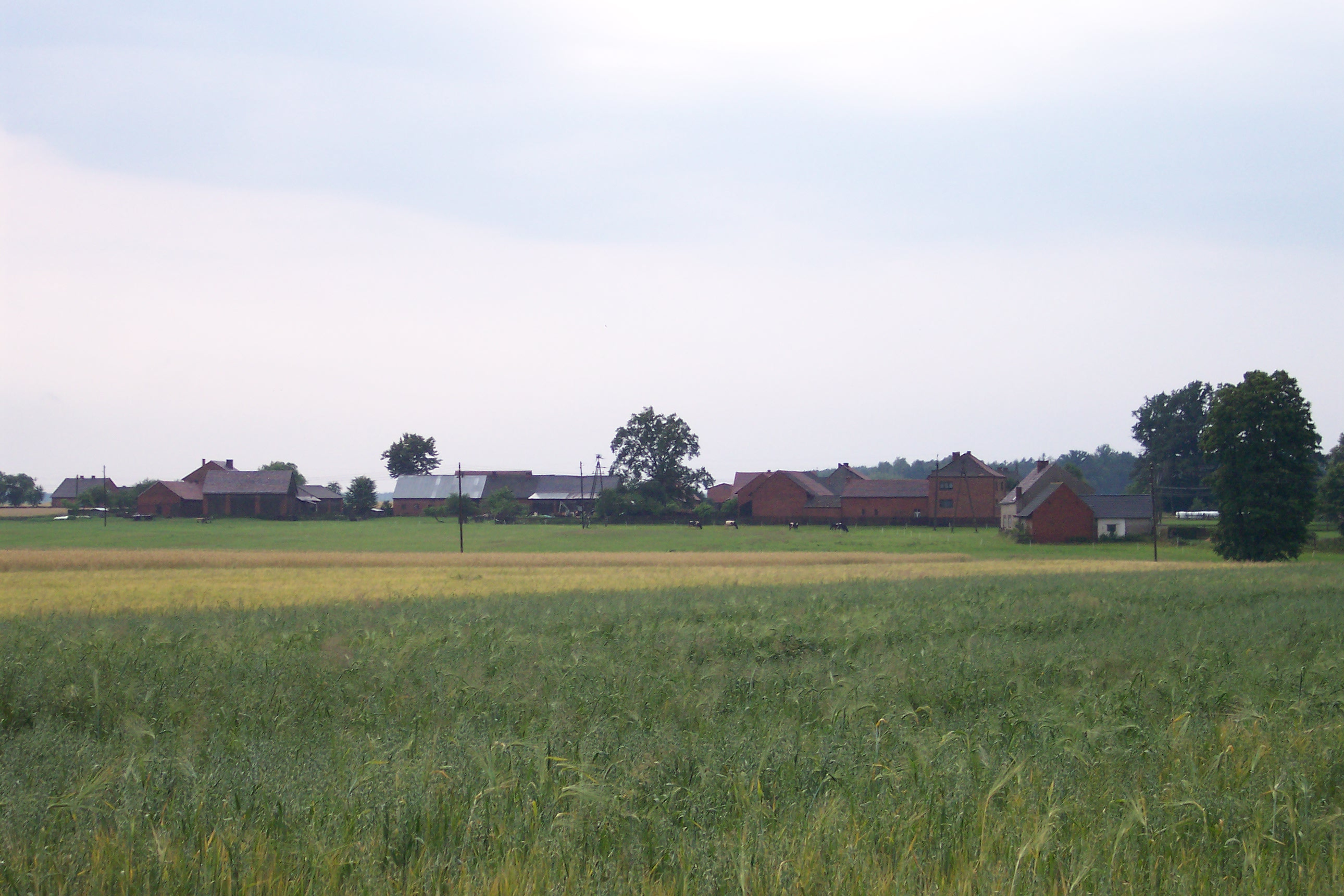
Blick auf Frei Pipa von Norden

Das Dorf war ursprünglich eine Kolonie von Pruskau und wurde als Pipa oder im Hypothekenbuch ausschließlich als Siedlisk bezeichnet. Als Frei-Pipa wurde es zur eigenständigen Gemeinde. In seiner Beschreibung Schlesiens von 1845 beschreibt Johann Georg Knie das Dorf bereits als „freies Dorf“ mit eigenem Schulzen unter dem Patrimonialgericht des Fideikommisses Zembowitz. Die katholische Ansiedlung war nach Zembowitz eingepfarrt und nach Frei Kadlub eingeschult. Im Jahre 1865 umfasste Frei Pipa 19 Privatwohnhäuser und fünf landwirtschaftliche Gebäude.
Bei der Volksabstimmung in Oberschlesien am 20. März 1921 wurden in Frei Pipa 22 Stimmen für den Verbleib bei Deutschland abgegeben, 29 Stimmen waren für den Anschluss an Polen. Mit dem Stimmkreis Rosenberg, der mehrheitlich für Deutschland votiert hatte, verblieb Frei Pipa aber in der Weimarer Republik.
Von 1816 bis 1945 war Frei Pipa Teil des Landkreises Rosenberg O.S. im Amtsbezirk Zembowitz. Im Zuge der nationalsozialistischen Ortsumbenennungen wurde Frei Pipa zum 27. April 1936 in Freihäuser umbenannt. Zum 1. April 1939 wurde die Gemeinde Freihäuser ebenso wie Preußenau (Pruskau) nach Freihöfen eingemeindet.
Nach der Besetzung durch die Rote Armee 1945 wurde Frei Pipa unter polnische Verwaltung gestellt, die den Namen Siedliska einführte. Seit 2008 führt der Ort zusätzlich den amtlichen deutschen Ortsnamen Schiedlisk.

### Einwohnerentwicklung
Die Einwohnerzahlen von Frei Pipa:
| Jahr | Einwohner |
| ---- | --------- |
| 1844 | 45/58     |
| 1855 | 67        |
| 1861 | 63        |
| 1910 | 70        |
| 1925 | 71        |
| 1933 | 68        |